# おでかけしらかわ・ひがししらかわ
おでかけしらかわ・ひがししらかわは、岐阜県加茂郡白川町及び東白川村で運行している公共交通システムである。
2018年（平成30年）10月運行開始。

## 概要
2016年（平成28年）に白川町、東白川村の路線バス（濃飛バスの運行見直しを受け、白川・東白川地域公共交通活性化協議会を設置。2018年（平成30年）に白川・東白川地域公共交通網形成計画を策定し、路線バス（濃飛バス）の4路線（白川線、黒川線、蘇原線、佐見線）を2路線（白川東白川線、白川中央線）に統合。空白となる地域で運行する予約制バス（デマンド型交通）、高校生の登下校時間に合わせて運行するJR接続便（デマンド型交通）の運行となる。

## 路線バス
濃飛乗合自動車#美濃白川管理所管内を参照

## 予約制バス
自治体による自家用有償運送であり、自宅から路線バスのバス停、または自宅から地区内、地区外の施設への運行。事前予約が必要。5つのゾーン（白川、蘇原、黒川村、佐見、金山）が設定されており、運賃はゾーン内は200円、ゾーンを跨ぐ場合は400円。
2021年（令和3年）5月6日に白川町赤河の大賀医院が運行していた大賀医院送迎バスを、2022年（令和4年）10月1日に白川病院が運行する白川病院バス（黒川線、東白川線）を統合。
白川
- 白川地区のみどり、白川北地区のニコバスが運行されている。白川ゾーン（白川地区、白川北地区、及びゲンキー加茂白川店）が運行範囲である。8:30から17:00まで毎日運行される。

蘇原
- そはらGOが運行されている。蘇原ゾーン（蘇原地区）が運行範囲である。8:30から17:00まで毎日運行される。かつてはタクシー会社（白川タクシー）に委託していたが、タクシー会社の休業により自治体による自家用有償運送となった。

黒川
- 黒川ハッピーが運行されている。黒川ゾーン（黒川地区、及びマツオカ白川店、東白川診療所）が運行範囲である。8:30から17:00まで毎日運行される。

佐見
- いこカーが運行されている。佐見ゾーン（佐見地区、及び下油井駅、白川病院）が運行範囲である。1日8便の運行。

## JR接続便
各地区（白川北、蘇原、黒川、佐見）と白川口駅または下油井駅間を運行。事前予約が必要。運賃は200円。毎日運行（8月13日から8月15日、及び年末年始（12月29日から1月3日は運休）。
白川北地区
- 白川北地区の指定乗降場所と白川口駅を結ぶ。朝は白川口駅行きの1便のみで白川口駅で高山本線の普通（岐阜駅行き）に接続。夕方は白川口駅発の3便（土日祝日は1便）の運行。

蘇原地区
- 蘇原地区の指定乗降場所と白川口駅を結ぶ。朝は白川口駅行きの1便のみで白川口駅で高山本線の普通（岐阜駅行き）に接続。夕方は白川口駅発の3便（土日祝日は1便）の運行。

黒川地区
- 黒川地区の指定乗降場所と白川口駅を結ぶ。朝は白川口駅行きの1便のみで白川口駅で高山本線の普通（岐阜駅行き）に接続。夕方は白川口駅発の3便（土日祝日は1便）の運行。

佐見地区
- 佐見地区の指定乗降場所と下油井駅を結ぶ。朝は下油井駅行きの1便のみで下油井駅で高山本線の普通（岐阜駅行き）に接続。夕方は下油井駅発の3便（土日祝日は1便）の運行。